# Ica (ciutat)
Ica és una ciutat del Perú, capital del departament i província del mateix nom. Situada a la vora del riu Ica, que voreja una plana fèrtil on es conreen vinyes, palmeres, palmeres datileres i cotó. És un centre vitivinícola. Fundada l'any 1563 amb el nom de Vila de Valverde, la cultura inca va destacar al seu entorn, des de la seva època de màxima esplendor fins al 1450 dC.
Segons l'Institut Nacional d'Estadística i Informàtica, és l'onzena ciutat més poblada del Perú i el 2017 tenia una població de 305.074 habitants.
La ciutat va ser una de les més devastades pel terratrèmol del 15 d'agost de 2007, juntament amb Pisco i Chincha Alta. El terratrèmol va arribar als 8 punts en l'escala de Richter.